# Ellen Roosevelt

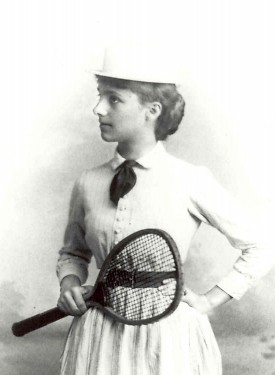
Ellen Roosevelt

Ellen Crosby Roosevelt (* 20. August 1868 in Rosendale, New York; † 26. September 1954 in Hyde Park, New York) war eine US-amerikanische Tennisspielerin.
Sie gewann im Jahr 1890 bei den US-amerikanischen Tennismeisterschaften sowohl das Dameneinzel als auch zusammen mit ihrer Schwester Grace Roosevelt das Damendoppel. Im Mixed war sie 1893 zusammen mit Clarence Hobart erfolgreich.
Ellen Roosevelt war eine Cousine des US-Präsidenten Franklin Delano Roosevelt.
Im Jahr 1975 wurde sie in die Hall of Fame des Tennissports aufgenommen.